# Brit Morgan
Brittany Morgan Dengler(24 de setembro de 1987), mais conhecida como Brit Morgan, é uma atriz norte-americana, conhecida pelos seus papeis como Debbie Pelt na série da HBO True Blood e  Penny Peabody na série da CW Riverdale.

## Biografia
Morgan nasceu e foi criada no bairro de Marlton,em Evesham Township, estado de Nova Jérsei, onde se formou em 2005 na Cherokee High School.

### Carreira

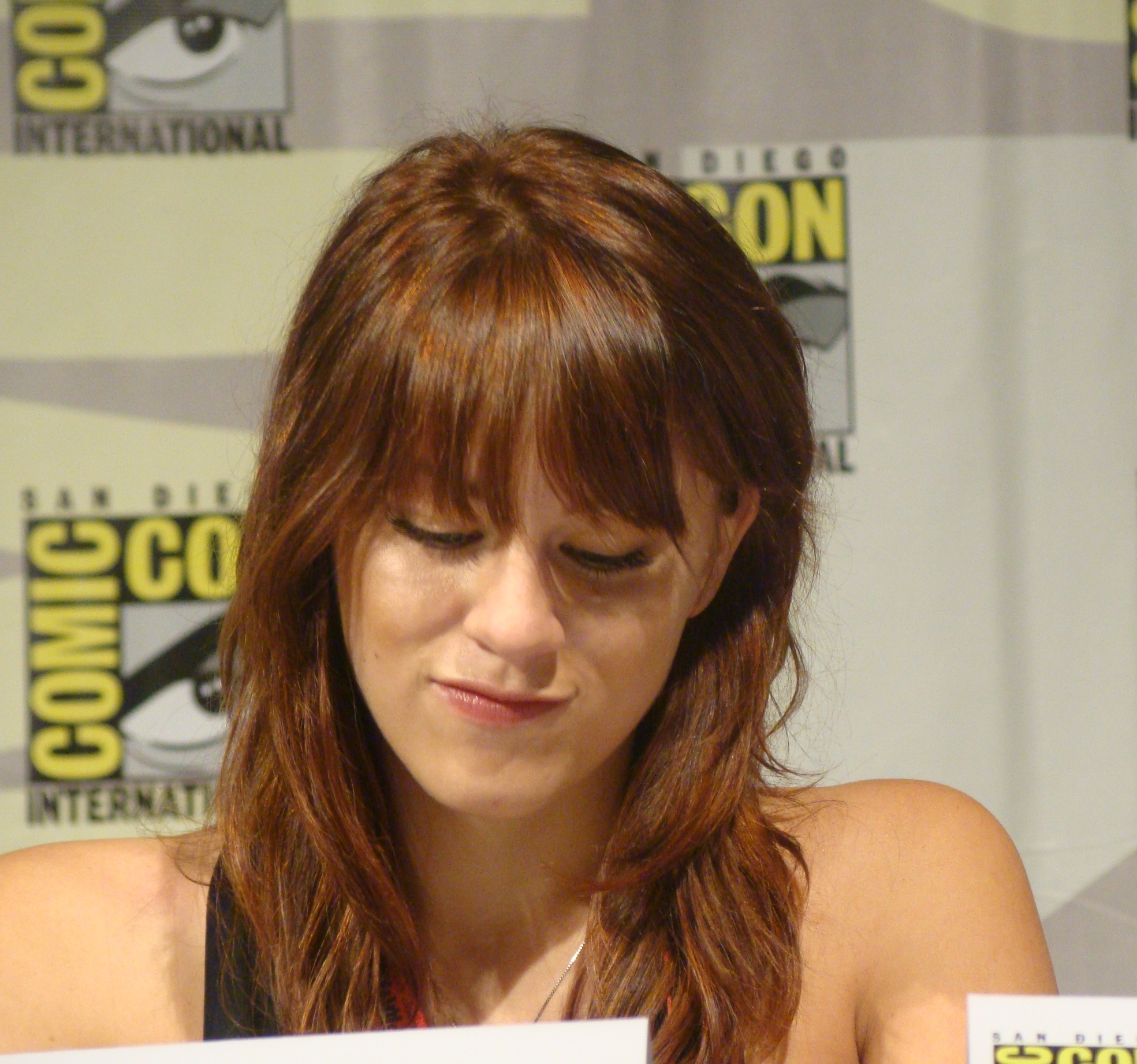
Morgan na San Diego Comic-Con em 2009.

O primeiro papel recorrente importante de Morgan foi em 2008, como Lacey Thornfield na série dramática de ficção científica da ABC Family, The Middleman. Ela foi listada como uma das "55 Faces do Futuro" da revista Nylon em sua edição Young Hollywood em maio de 2010. De 2010 a 2011, ela apareceu como Debbie Pelt na série dramática de vampiros da HBO, True Blood, ela apareceu em quatro filmes: Cheesecake Casserole, She Wants Me, The Frozen e Freeloaders.
Morgan teve um papel coadjuvante no filme de suspense Friend Request (2016) como Olivia Mathison, a melhor amiga de um estudante universitário que está sendo perseguido por uma criatura sobrenatural nas redes sociais. O filme foi rodado na África do Sul. Começando com a estreia da segunda temporada, Morgan reapareceu como Penny Peabody na série dramática sobrenatural da CW, Riverdale. Ela interpretou Taressa na comédia The Donor Party (2023).   Em 2023, dirigiu o curta-metragem, Cupcakes.

### Cinema
| Ano         | Filme                    | Personagem      | Notas |
| ----------- | ------------------------ | --------------- | ----- |
| 2007        | The Beginning of the End | Garota no Bar   |       |
| 2008        | Beer for My Horses       | Harveyetta      |       |
| 2011        | Paralyzed                | Betty           |       |
| 2012        | Cheesecake Casserole     | Cal             |       |
| 2012        | She Wants Me             | Carly           |       |
| 2012        | The Frozen               | Emma            |       |
| 2012        | Freeloaders              | Samantha        |       |
| 2013        | Free Ride                | Rain            |       |
| 2016        | Friend Request           | Olivia Mathison |       |
| 2020        | Monsters and Muses       | Sally Santini   |       |
| 2023        | The Donor Party          | Taressa         |       |
| Em Produção | Granite Rapids Moon      | Cammy           |       |

### Televisão
| Ano       | Série                             | Papel                         | Notas            |
| --------- | --------------------------------- | ----------------------------- | ---------------- |
| 2007      | Buried Alive                      | Melanie                       | varios episódios |
| 2007      | CSI: NY                           | Robin Graham                  | Episódios:1      |
| 2007      | Greek                             | Garota na Academia            | Episódios:1      |
| 2008      | The Middleman                     | Lacey Thornfield              | 12 episódios     |
| 2008      | Family Man                        | Callie                        | Episódios:1      |
| 2008      | Quitters                          | Brit                          | Episódios:1      |
| 2009      | Cold Case                         | Libby Traynor (1976)          | Episódios:1      |
| 2010–2011 | True Blood                        | Debbie Pelt                   | 14 episódios     |
| 2012      | Shameless                         | Lucy Jo Heisner               | Episódios:1      |
| 2012      | Southland                         | Natasha                       | Episódios:1      |
| 2012      | Desperate Housewives              | Lindsay                       | Episódios:1      |
| 2012      | Two and a Half Men                | Jill                          | Episódios:1      |
| 2013      | Ironside                          | Zoe                           | Episódios:1      |
| 2014–2015 | Graceland                         | Amber                         | 10 episódios     |
| 2014      | Criminal Minds                    | Jane Posner                   | Episódios:1      |
| 2014      | The Mentalist                     | Marie Flanigan                | Episódios:1      |
| 2015      | The Night Shift                   | Tricia                        | Episódios:1      |
| 2015–2018 | Supergirl                         | Leslie Willis                 | papel regular    |
| 2016      | Law & Order: Special Victims Unit | Jenna Miller                  | Episódios:1      |
| 2016      | Rizzoli & Isles                   | Kelly Wagner                  | Episódios:1      |
| 2017      | The Arrangement                   | Daisy Something/Daisy Parsons | Episódios:1      |
| 2017–2019 | Riverdale                         | Penny Peabody                 | Papel Regular    |
| 2019      | The Boys                          | Rachel                        | Episódios:1      |

## Ligações Externass
- Brit Morgan. no IMDb.